# Гнилушка (приток Аргудана)
Гнилу́шка — река в России, протекает в Кабардино-Балкарской Республике. Устье реки находится в 10 км по правому берегу реки Аргудан. Длина реки составляет 17 км.

## Данные водного реестра
По данным государственного водного реестра России относится к Западно-Каспийскому бассейновому округу, водохозяйственный участок реки — Терек от впадения реки Урух до впадения реки Малка. Речной бассейн реки — Реки бассейна Каспийского моря междуречья Терека и Волги.
Код объекта в государственном водном реестре — 07020000412108200004058.